# Fals (papper)

Olika typer av falsningar.

En fals i bokbinderi-, tryckeri- och andra pappersrelaterade sammanhang syftar på ett veck i ett pappersark.
På tryckeri görs oftast falsningen i speciella falsmaskiner, medan man i handfalsning använder sig av ett falsverktyg med rundad spets, såsom en strumpsticka eller ett falsben, för att lättare skapa en falslinje, en big. I origami kan ett sådant falsverktyg vara att föredra.